# Архаров, Анатолий Петрович
Анато́лий Петро́вич Арха́ров (род. 9 ноября 1938, Якутск, Якутская АССР) — советский и российский военачальник. Командующий 34-й воздушной армией. Генерал-лейтенант.

## Биография
Родился 9 ноября 1938 года в городе Якутске Якутской АССР. В 1956 году окончил среднюю школу № 47 города Астрахани. Одновременно окончил Астраханский аэроклуб по курсу пилотов на самолёте Як-18 (налёт 40 часов).

### Образование
- 1957—1959 годы Армавирское военное авиационное училище
- 1967—1971 годы Военно-воздушная академия имени Ю. А. Гагарина
- 1977—1979 годы Военная академия Генерального штаба Вооружённых сил СССР

### Служба в армии
В 1956 году зачислен курсантом Грозненской школы первоначального обучения лётчиков.
1957—1959 годы — учёба в Армавирском авиационном училище.1-й авиационной эскадрильи на реактивном самолёте МиГ-15.
1959—1967 годы — служба в строевых частях ТуркВО на должностях лётчика, старшего лётчика, командира звена, начальника штаба авиационной эскадрильи.
1967—1971 годы — слушатель ВВА им. Ю. А. Гагарина.
1971—1972 годы — заместитель командира авиационной эскадрильи.
1972—1973 годы — командир авиационной эскадрильи.
1973—1974 годы — заместитель командира авиационного полка.
1974—1976 годы — командир авиационного полка.
1976—1977 годы — заместитель командира авиационной дивизии.
1977—1979 годы — слушатель Военной академии Генерального штаба Вооружённых сил СССР.
1979—1982 годы — командир истребительной авиационной дивизии.
1982—1985 годы — заместитель командующего воздушной армии по истребительной авиации.
1985—1986 годы — первый заместитель командующего воздушной армии.
1986—1988 годы — заместитель командующего ЗакВО по авиации.
С мая 1988 по декабрь 1992 года — Командующий 34-й воздушной армией (ЗакВО).
1992—1994 годы — после вывода армии из республик ЗакВО находился в распоряжении Главнокомандующего ВВС.
В 1994 году уволен в отставку с правом ношения военной формы одежды.

### После службы
Проживает в городе Краснодаре. Военный пенсионер. С 2012 года Ведущий инспектор Группы инспекторов Объединённого стратегического командования Южного военного округа Министерства обороны Российской Федерации.

## Семья
- жена:
- дети:

## Знаки отличия
- Орден «За службу Родине в Вооружённых Силах СССР» 2 степени
- Орден «За службу Родине в Вооружённых Силах СССР» 3 степени
- Медаль «В ознаменование 100-летия со дня рождения Владимира Ильича Ленина» (6 апреля 1970[3])
- Юбилейная медаль «Двадцать лет Победы в Великой Отечественной войне 1941—1945 гг.»
- Медаль «За укрепление боевого содружества»
- Юбилейная медаль «300 лет Российскому флоту»
- Юбилейная медаль «40 лет Вооружённых Сил СССР»[4]
- Юбилейная медаль «50 лет Вооружённых Сил СССР»[5]
- Юбилейная медаль «60 лет Вооружённых Сил СССР»[6]
- Юбилейная медаль «70 лет Вооружённых Сил СССР»[7]
- Медаль «За безупречную службу» I степени
- Медаль «За безупречную службу» II степени
- Медаль «За безупречную службу» III степени
- Медаль «За ратную доблесть»
- Премия Правительства Российской Федерации за значительный вклад в развитие Военно-воздушных сил (17 декабря 2012) — за организацию и руководство строительством и развитием Военно-воздушных сил на соответствующих командных должностях[8]
- Знак отличия военнослужащих Северо-Кавказского военного округа «За службу на Кавказе»